# 第二次ヒジャーズ・ナジュド戦争
（第二次）ヒジャーズ・ナジュド戦争（Hejaz-Nejd War）、ないしサウジのヒジャーズ征服または第二次サウジ・ハシミテ戦争は、当時のナジュド・スルタン国のスルタンにして後のサウジアラビア国王のアブドゥルアズィーズ・イブン・サウードが、現在のヨルダンの直系の祖に当たるフサイン・イブン・アリーのヒジャーズ王国征服のために1924年から翌1925年にかけて敢行した遠征である。ヒジャーズ王国はこの戦役で征服され、ナジュドに併合された。上述の「ハシミテ」は現ヨルダン王家のヨルダン・ハーシム家に由来する。

## 前史
オスマン帝国からのアラブ人独立を目指したアラブ反乱の末ヒジャーズ王国として（英仏が委任統治する中ではあったが）独立を得たフサイン・イブン・アリーとリヤド（ナジュド地方）に所在したサウジのアブドゥルアズィーズ・イブン・サウードは予てより対立しており、この時期にはすでに1919年にアル＝クルマ紛争（第一次サウジ・ハシミテ戦争、第一次ヒジャーズ・ナジュド戦争）が勃発していた。この時はクルマがナジュドの軍により攻撃され、クルマの首長が亡命する騒ぎとなった。

## 戦闘

緑の部分がヒジャーズ王国の領域。図の通りメッカ（Mecca）もその支配下にあった。そこより東方のリヤド（Riyadh）のある部分がナジュドの支配領域である。

ナジュドとヒジャーズの間に再び敵対関係が生じたのは、ナジュドからの巡礼者がヒジャーズにあった聖地メッカへ至るのを拒否されたことがきっかけであった。1924年8月29日、イブン・サウードはヒジャーズに対する軍事作戦を開始し、ターイフに進攻したが、ターイフは大きな抗戦もなく降伏した。ターイフが陥落し民間人300人ほどが虐殺された後、サウジ軍と同盟関係にあるイフワーンの部族たちはメッカに向かった。フサインは、イギリスの援助を求めたが、宗教上の紛争への不干渉を口実に拒否された。一方、ヒジャーズ王イブン・アリーは、息子のトランスヨルダン王アブドゥラからの援助要請も拒否され、メッカからジッダに逃亡していた。1924年10月13日、メッカの街は苦戦することなく陥落した（メッカの戦い）。1924年10月29日にリヤドで開催されたイスラム会議で、イブン＝サウードのメッカ支配が広くイスラムに認められることになった。
サウジアラビア軍の進攻とジッダが封鎖されたことにより、ヒジャーズ軍は瓦解し始めた。1925年12月5日あるいは12月9日にメディナ市が降伏し、12日後にヤンブーも陥落した。1925年12月、ジッダはイブン・サウードに渡され（ジッダの戦い (1925年)）、1926年1月8日にサウジ軍がその門に入った。降伏と一体の安全な通行について、街の支配者シェイク・アブドゥラ・アリレザ（Sheikh Abdullah Alireza）によってイブン・アリー、イブン・サウード、イギリスの領事との間で交渉がなされた。

## その後
ヒジャーズ征服後、アブドゥルアズィーズ・イブン・サウードはヒジャーズ王としての宣言を受けた。ヒジャーズ王国はナジュド及びヒジャーズ王国に組み込まれ、イブン・サウードはこの政治連合の両王を兼ねた。王位から退いたヒジャーズのフサイン・イブン・アリーは、息子アリー・イブン・フサインの戦争努力を支援するためにアカバに移ったが、イギリスからキプロスへの亡命を命じられた。イブン・フサインは王に就任したが、敗戦のさなかであり王国の崩壊とともに王朝は亡命を余儀なくされた。しかし、ハーシム家は後にトランスヨルダン首長国やイラク王国を支配することになった。